# 紫微斗数
紫微斗数（しびとすう、ZiWei DouShu）は、占いの一種。太陰太陽暦をもとに、個人の特性や巡ってくる運勢を占う。主に生まれた年月日と時間を基にしており、いわゆる命占術の一つ。いくつかの流派に分かれ、いずれも明の嘉靖29年（1550年）に出版された『紫微斗数全書』を原典として、その上に独自の解釈を加えている。
本項の紫微斗数は「南派紫微斗数」と呼んで、北派紫微斗数と呼ばれる占術と区別する場合がある。両者は名前こそ〈紫微斗数〉の部分を共有していても、技術体系が全く異なる。また一部には前半部分の「微」を草冠のある「薇」と表記する流派がある。
英語圏でも普及が始まり、紫微斗数の中国語読みを音写した「ZiWei DouShu」や、紫微星をもじった「英語:  Purple Star Astrology」（紫の星の占星術）とも呼ばれている。

## 概要
紫微斗数とは、紫微星つまり北極星（太一、天皇大帝）を中心に、星々から運命（数）を量る枡（ます＝斗）を意味する。
五代時代の麻衣仙人が唐末から宋の時代の陳希夷（陳摶 885年？-989年？）という著名な仙人に、方位学の資料として神異賦の書物と一緒に渡したことが始まりとされる。陳摶は麻衣仙人の弟子ではない点、人為的に命術に変えたとされる点から、占いとしては破綻している。
中国や台湾でよく知られており、子平（四柱推命の八字）と併用されることもある。日本ではあまり広まってこなかったが、最近は徐々に知られるようになった。もっとも、日本において徳川幕府の蔵書にある点、第二次大戦以前から阿部泰山が紫微斗数の講習を行っており、これは香港や台湾における紫微斗数の流行に先駆けている。

## 起源
『紫微斗数全書』の著者とされる羅洪先（1504年–1564年）は、陳希夷18代の子孫から紫微斗数の解説書を伝授されたとしている。
占術の基本となる配置は異なるが、十二宮という西洋占星術の〈ハウス〉と同じ概念の「宮」に、暦から算出される星を配置し、その星の吉凶象意から占う。星の配置にあたっては、天体の実際の位置は考慮されない。

## 象意と実在の天体
この占術で着目する星は100個を超え、流派によって使用する星の数こそ異なるが、それらの星は重要度を基準に分類される。また重要度が高いほど実在する天体すなわち起源と名称が同じである。
紫微斗数では特に北斗七星と南斗六星が重要視されており、特に重視される甲級星の大多数はこの2つの星座に起源を持っている。甲級星と実際の星の対応を以下に示す。
| 星座       | 天体     | 星の名前 | 級       |
| 北斗七星   | 北斗七星 | 北斗七星 | 北斗七星 |
| ---------- | -------- | -------- | -------- |
| おおぐま座 | α星      | 貪狼     | 甲級主星 |
| おおぐま座 | β星      | 巨門     | 甲級主星 |
| おおぐま座 | γ星      | 禄存     | 甲級輔星 |
| おおぐま座 | δ星      | 文曲     | 甲級輔星 |
| おおぐま座 | ε星      | 廉貞     | 甲級主星 |
| おおぐま座 | ζ星      | 武曲     | 甲級主星 |
| おおぐま座 | η星      | 破軍     | 甲級主星 |
| 南斗六星   |          |          |          |
| いて座     | ζ星      | 天府     | 甲級主星 |
| いて座     | τ星      | 天梁     | 甲級主星 |
| いて座     | σ星      | 天機     | 甲級主星 |
| いて座     | φ星      | 天同     | 甲級主星 |
| いて座     | λ星      | 天相     | 甲級主星 |
| いて座     | μ星      | 七殺     | 甲級主星 |
| 中天       |          |          |          |
| 太陽       | 太陽     | 太陽     | 甲級主星 |
| 太陰       | 太陰     | 太陰     | 甲級主星 |

北斗七星と南斗六星、中天を合わせて14星が甲級主星と呼ばれており、紫微斗数では最も重要な働きをする。特に吉凶の判断と「どのような」象意か告げる判断に用いる。
北斗七星の中で実存の天体の等級が低い2星は禄存と文曲と呼ばれ、甲級ではあっても輔星である。
なお、北斗七星がかたどる柄杓（ひしゃく）の柄を構成する廉貞、武曲、破軍の3星は「死の使い」とされたが、これら3星は紫微斗数においても軍事との関わりがあるとされ、破軍は特にその傾向が強い。これは紫微斗数が星々の位置を暦から算出して、実在の天体とは無関係としてはいても、同名の天体が帯びる象徴を受け継いでいることの証左となるだろう。
紫微斗数の星々が元の実天体の性質を受け継いでいるという事象は太陽と太陰でより顕著で、例えば太陽は夜明けに対応する卯宮にあるとき品位が最上の廟となる。また紫微斗数において太陽の象意は「公明正大」が基本であり、これは西洋占星術等の実際の太陽のそれと共通する。
従って「紫微斗数では実在天体の位置を考慮しないことをもって、紫微斗数で使用する星は『虚星』であって実在しない」などという主張は端的に言って間違いである。

## 『封神演義』とのつながり
原典である『紫微斗数全書』には、『封神演義』とのつながりを推測させる記述は一切ない。しかしながら特定の流派で星の性格付けに商周革命で活躍した人物を当てた影響で、紫微斗数と封神演義に関連があるとする説を見かける。

### 注
1. ↑  ただし、個々の問題について占う卜占術や、風水への応用も伝承されている。
2. ↑  道蔵紫微斗数、術天機太乙金井紫微斗数、十八飛星策天紫微斗数等とも称する。
3. ↑  ただし「紫薇」はサルスベリという植物の中国語の別名[10]。中国で宮廷を地上の紫微垣にたとえて、この植物をよく植えた。それが百日紅を紫薇と呼ぶ由来である。日本と朝鮮でも宮廷の植栽に取り入れた[11]。
4. ↑  北極星は紫微星と呼ばれ、北天のその周辺の区域には紫微垣[13]の名前がある。
5. ↑  ただし太陰太陽暦の日付には月相とそれなりの対応があるので、実際の太陽と月の間の角度が反映されていると言えないことはない。
6. ↑  後には北斗七星全体が「死の星座」とされ、さらに南斗六星が対を成す「生の星座」と考えられるようになる。

## 関連資料
発行年順。脚注に未使用。
- (中国語) 新刻麻衣相神異賦. 格致叢書 第54-93册. 第81册. 明, 胡文 煥輯. (明代). 国立国会図書館書誌ID:000007661946. "1巻相図1巻付1巻" 注記：40册（合24册）。書誌情報は『國立國會圖書館漢籍目録』761頁左に掲載。
- 「写本 紫微斗數全書」『内閣文庫図書目録』〔第8〕（内閣記録局、1890年）（明治23年）国立国会図書館デジタルコレクション、オンライン公開、NDLJP:https://dl.ndl.go.jp/pid/1087911/1/18、doi:10.11501/1087911、2025-02-21閲覧。〔第7-8〕の内容は「漢書門仮名分 第1-2」。
- 陳搏 著（宋）、潘希尹 補編（明）「第5册：解說部『紫微斗數全書』」『南満洲鉄道株式会社 大連図書館和漢図書分類目録』第2編、追録、南満洲鉄道株式会社大連図書館 編。
  - 111 コマ: -18「第5册解說部紫微斗數全書」（宋）陳搏著、（明）番希尹補編〓（覆刻4巻和中 8 186-20 184-6 第1巻ノ内）
  - 153 コマ: 「紫微斗數全書」612頁。
- 滝沢俊亮「満洲の街村信仰」『研究要報』第7輯、南満洲鉄道株式会社教育研究所 編（南満洲鉄道教育研究所、1940年）（昭和10年）116コマ、NDLJP:1074903/1/116。
  - 滝沢俊亮『満洲の街村信仰』（満洲事情案内所、1940年）69コマ、NDLJP:1914547/1/69。
    - 改版改題（第一書房、1982年10月）70コマ、NDLJP:12168976/1/70。
- 大庭脩 編著「江戸時代における唐船持渡書の研究」『関西大学東西学術研究所研究叢刊 ; 第1』（関西大学東西学術研究所、1967年）
  - 378コマ: 十二套 寬延二己巳年一『紫微斗數全書』一部二本 寶曆五乙亥年一
  - 406コマ: 51A, 556B『紫微斗數全書』
- 鳴海健一『秘中紫微斗数奥義 : 飛星四化究極の占断法』東洋書院、2003年。 NCID BA67808905。
- 田宮 規雄『もっともわかりやすい紫微斗数占い : 144タイプからあなたを鑑定！』説話社、2003年。 NCID BA67809227。
- 村野 大衡『紫微斗数命理学 : 新理論の活用』東洋書院、2007年。 NCID BA83919860。
- 東海林 秀樹『最強の中国占星法 : 紫微斗数とは何か』PHP研究所、2011年。 NCID BB05202557。
- 紫天十二宮会 編『紫微斗数古訣神探 : 台湾・香港の飛星派技法集』東洋書院、2018年。 NCID BC13151426。
- 成美堂出版 編「第5章 紫微斗数」『占い大全 命占 : 知識と技術が身につく』成美堂出版、2021年。 NCID BC04598700。